# 羽扇豆碱
羽扇豆碱（英語：lupinine），即(1R,9aR)-八氢-2H-喹嗪-1-甲醇，是一种有机化合物，化学式为C10H19NO。它可以三烷基硅氧基呋喃为原料合成得到。它和甲磺酰氯在三乙胺存在下于二氯甲烷中反应，可以得到羽扇豆碱甲磺酸酯。它和碘甲烷在丙酮中反应，可以得到N-甲基羽扇豆碱鎓碘化物。